# Justin Moore
Justin Cole Moore (Poyen, Arkansas, 30 maart 1984) is een Amerikaanse countryzanger en singer-songwriter.

## Discografie

### Albums
Tussen haakjes totaal aantal weken in de lijst / * nog in de lijst
| Titel                      | Jaar       | Charts           | Charts          | VS Billboard Charts | VS Billboard Charts | Opmerkingen                                                |
| Titel                      | Jaar       | NL Album Top 100 | VL Ultratop 200 | Billboard 200       | Top Country Albums  | Opmerkingen                                                |
| -------------------------- | ---------- | ---------------- | --------------- | ------------------- | ------------------- | ---------------------------------------------------------- |
| Justin Moore               | 11-08-2009 | -                | -               | 10 (35wk)           | 3 (78wk)            | VS: Platina                                                |
| Outlaws Like Me            | 21-06-2011 | -                | -               | 5 (64wk)            | 1 (1wk) (86wk)      | VS: Platina                                                |
| Off the Beaten Path        | 17-09-2013 | -                | -               | 2 (40wk)            | 1 (1wk) (68wk)      | VS: Goud                                                   |
| Kinda Don't Care           | 12-08-2016 | -                | -               | 4 (7wk)             | 1 (1wk) (28wk)      | -                                                          |
| Late Nights and Longnecks  | 26-07-2019 | -                | -               | 22 (3wk)            | 2 (8wk)             | -                                                          |
| Live at the Ryman          | 25-09-2020 | -                | -               | -                   | -                   | Livealbum                                                  |
| Straight Outta the Country | 23-04-2021 | -                | -               | -                   | 38 (1wk)            | -                                                          |
| Greatest Hits              | 25-02-2022 | -                | -               | -                   | -                   | Walmart exclusive, alleen verkrijgbaar op lp Verzamelalbum |
| Stray Dog                  | 05-05-2023 | -                | -               | 162 (1wk)           | 25 (1wk)            | -                                                          |
| This Is My Dirt            | 11-10-2024 | -                | -               | -                   | -                   | -                                                          |

### Ep's
Tussen haakjes totaal aantal weken in de lijst / * nog in de lijst
| Titel                                | Jaar       | Charts           | Charts          | VS Billboard Charts | VS Billboard Charts | Opmerkingen |
| Titel                                | Jaar       | NL Album Top 100 | VL Ultratop 200 | Billboard 200       | Top Country Albums  | Opmerkingen |
| ------------------------------------ | ---------- | ---------------- | --------------- | ------------------- | ------------------- | ----------- |
| The "You Asked for It" EP            | 09-06-2009 | -                | -               | -                   | 54 (3wk)            | -           |
| Point at You and Four Moore Hits EP  | 02-04-2013 | -                | -               | 172 (1wk)           | 28 (8wk)            | -           |
| Til My Last Day: The Love Songs      | 11-02-2022 | -                | -               | -                   | -                   | -           |
| Lettin' the Night Roll: Summer Songs | 27-05-2022 | -                | -               | -                   | -                   | -           |